# Ted Nebbeling
Ted Nebbeling (Amsterdam, 1944 - Victoria, 28 oktober 2009) was een Canadees politicus en minister voor de "British Columbia Liberal Party" .
Nebbeling was lid van de wetgevende vergadering van Brits-Columbia en was "staatsminister" voor de Olympische Winterspelen 2010. Hij huwde in november 2003 met Jan Holmberg, die al 32 jaar zijn partner was. Het was een der eerste homohuwelijken van een regeringslid in de wereld. Door een kabinetsherschikking werd hij na de aankondiging van zijn huwelijk uit de regering ontslagen.
Nebbeling en Holmberg waren beiden immigranten, Nebbeling uit Nederland en Holmberg uit Zweden. Nebbeling emigreerde in 1977 naar Canada en verkreeg in 1980 het staatsburgerschap van dat land. Vooraleer parlementariër te worden in 1996, was hij burgemeester en gemeenteraadslid van Whistler. Nebbeling overleed in oktober 2009 aan darmkanker.